# Azwell (Washington)
Azwell es un área no incorporada ubicada en el condado de Okanogan en el estado estadounidense de Washington.

## Geografía
Azwell se encuentra ubicado en las coordenadas 47°56′24″N 119°52′57″O / 47.94000, -119.88250.